# Erythromma
Erythromma là một chi chuồn chuồn kim trong họ Coenagrionidae.

## Các loài
Erythromma có 4 loài:
- Erythromma humerale Selys, 1887
- Erythromma lindenii (Selys, 1840)
- Erythromma najas (Hansemann, 1823)
- Erythromma viridulum Charpentier, 1840

1. ↑  "World Odonata List; ngày 25 tháng 4 năm 2011". Bản gốc lưu trữ ngày 9 tháng 10 năm 2009. Truy cập ngày 12 tháng 11 năm 2011.

## Hình ảnh

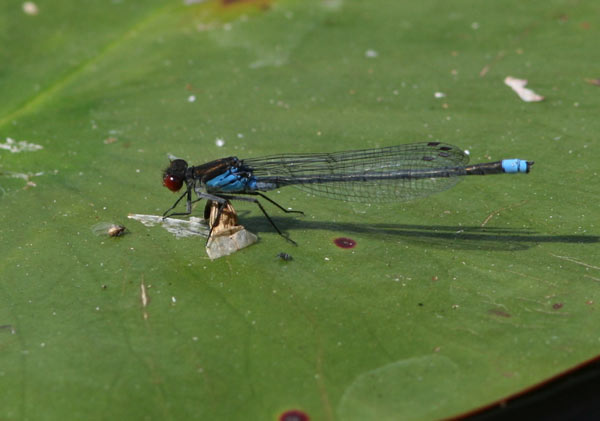
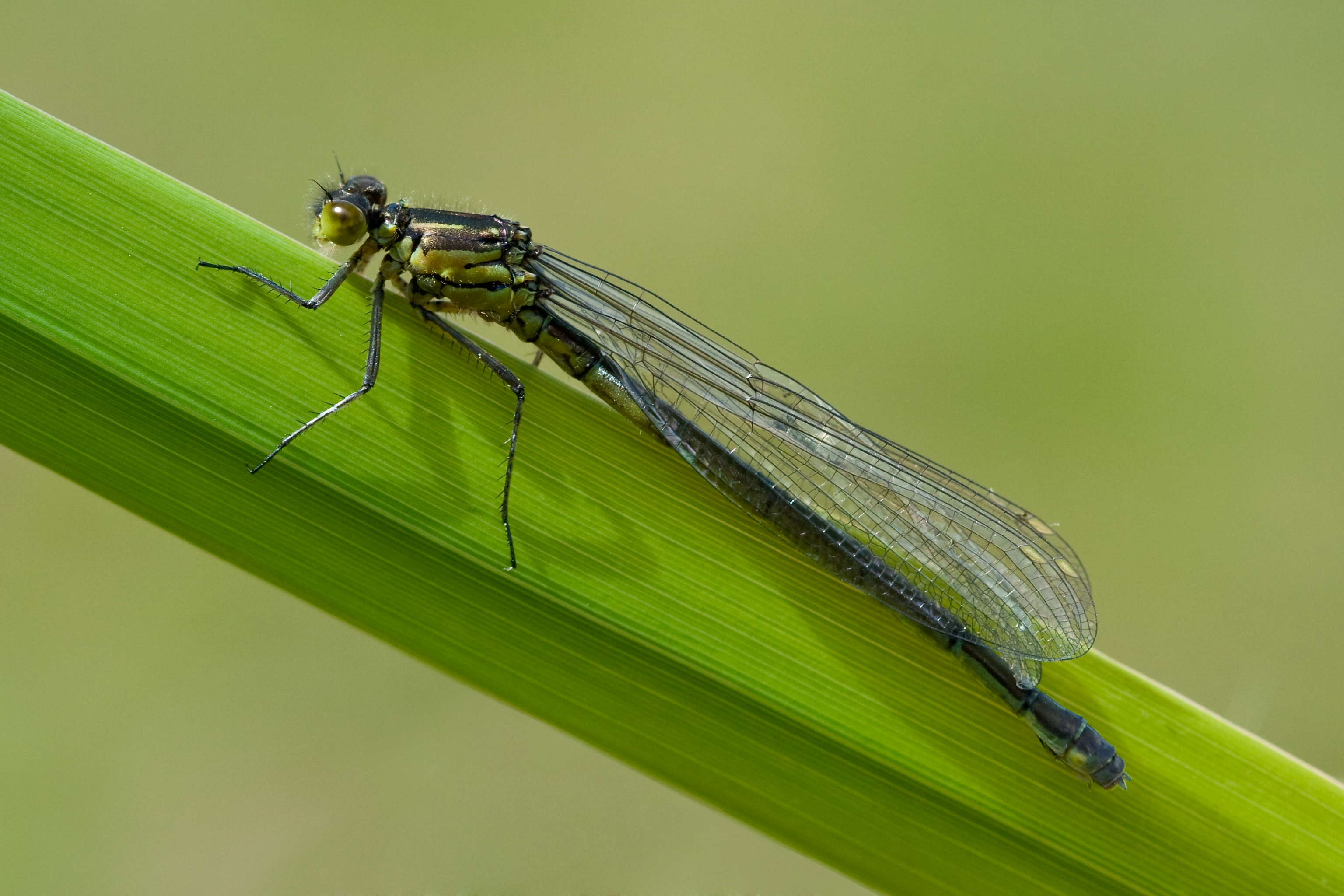
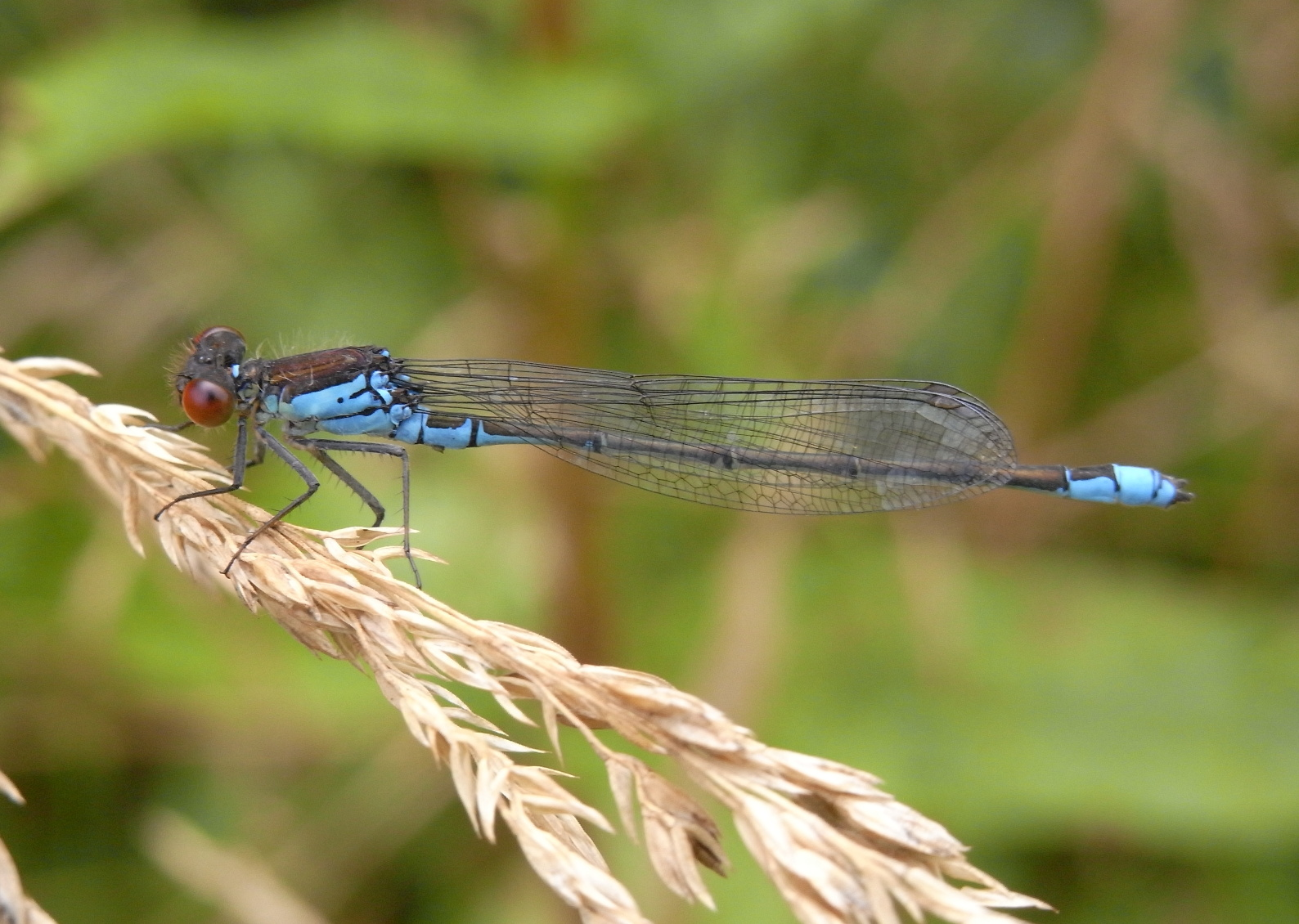